# ミハウ・ボイム

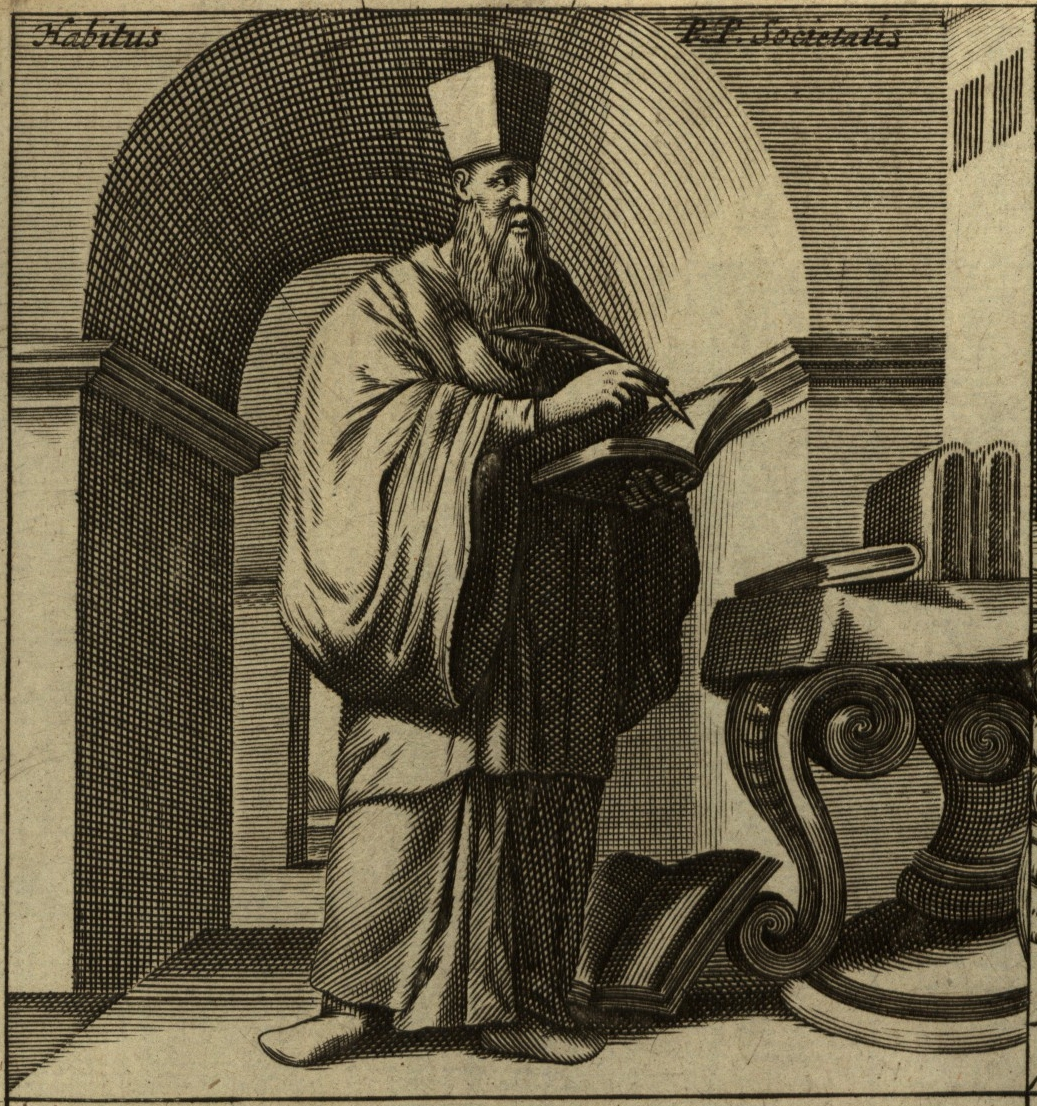
ミハウ・ボイム

ミハウ・ピオトル・ボイム（Michał Piotr Boym または Michael Boym、1612年? - 1659年8月22日）は、ポーランドのイエズス会士、中国学者。中国で布教したが、後に南明の永暦帝の使節としてローマに渡った。西洋人向けに中国の動植物・地理・医学に関する書物を書いたことで知られる。とくに『中国植物誌』（『シナの植物』とも。Flora sinensis）は、アタナシウス・キルヒャーの『中国図説』に材料を提供した。
中国名は卜弥格(Bǔ Mígé)。

## 略歴
（外部リンクの Walravens による）

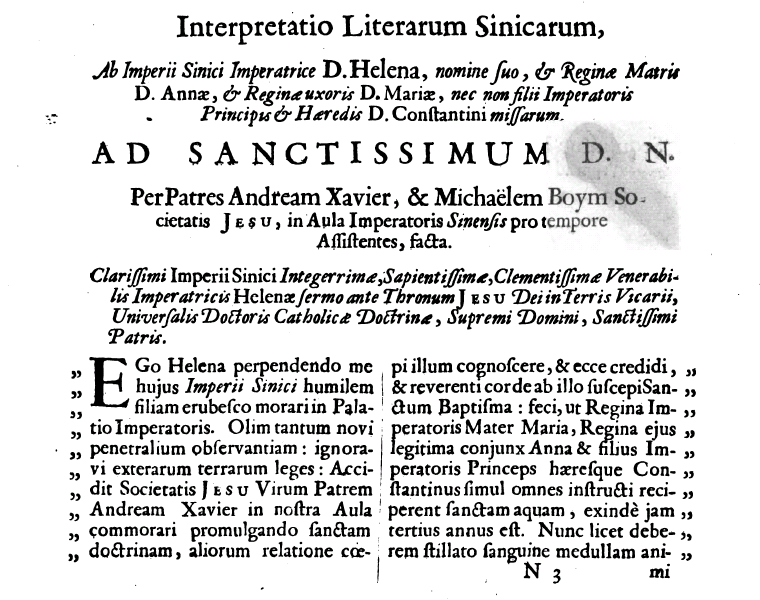
ヘレナ(王太后)の手紙のラテン語訳

ボイムはポーランド・リトアニア共和国のルヴフ（現ウクライナ領リヴィウ）に生まれた。ボイム家はハンガリーからの移民だった。1631年にイエズス会に入り、1642年にリスボンを出て、マカオに赴任した。1645年にトンキンに、1647年に海南島の定安に派遣された。当時はすでに清が中国を支配していたが、南方にはまだ南明の勢力が残存していた。
1649年にマカオに戻り、永暦帝の使者として、王太后と宦官の龐天寿から教皇へあてた手紙を渡すために欧州へ戻った。この旅行には中国人のアンドレアス（今の中国では「陳安徳」と呼ばれるが、正確な名前は不明。安徳はアンドレアスの音訳）、ヨセフらも同行していた。黄一農によると、この使節は日本の天正遣欧使節や慶長遣欧使節にヒントを得たのかもしれないという。
ボイムは1653年にラテン語に翻訳した手紙を教皇に渡したが、手紙が実際に王太后によって書かれたかどうか疑わしいと考えられたことと、すでにアダム・シャールが順治帝の官僚として働いている現状で教皇が反清勢力を助ける理由がなかったことなどから、返事はひどく遅れて1655年12月にようやく書かれた。
ボイムは1656年にリスボンを出てゴアに到着したが、オランダ人にはばまれてそこから先に進めなかった。おそらく1658年にシャムに上陸し、そこから陸路永暦帝（当時は雲南にいた）のもとを目指したが、その途上、広西省あたりで1659年に没した。

## 著書

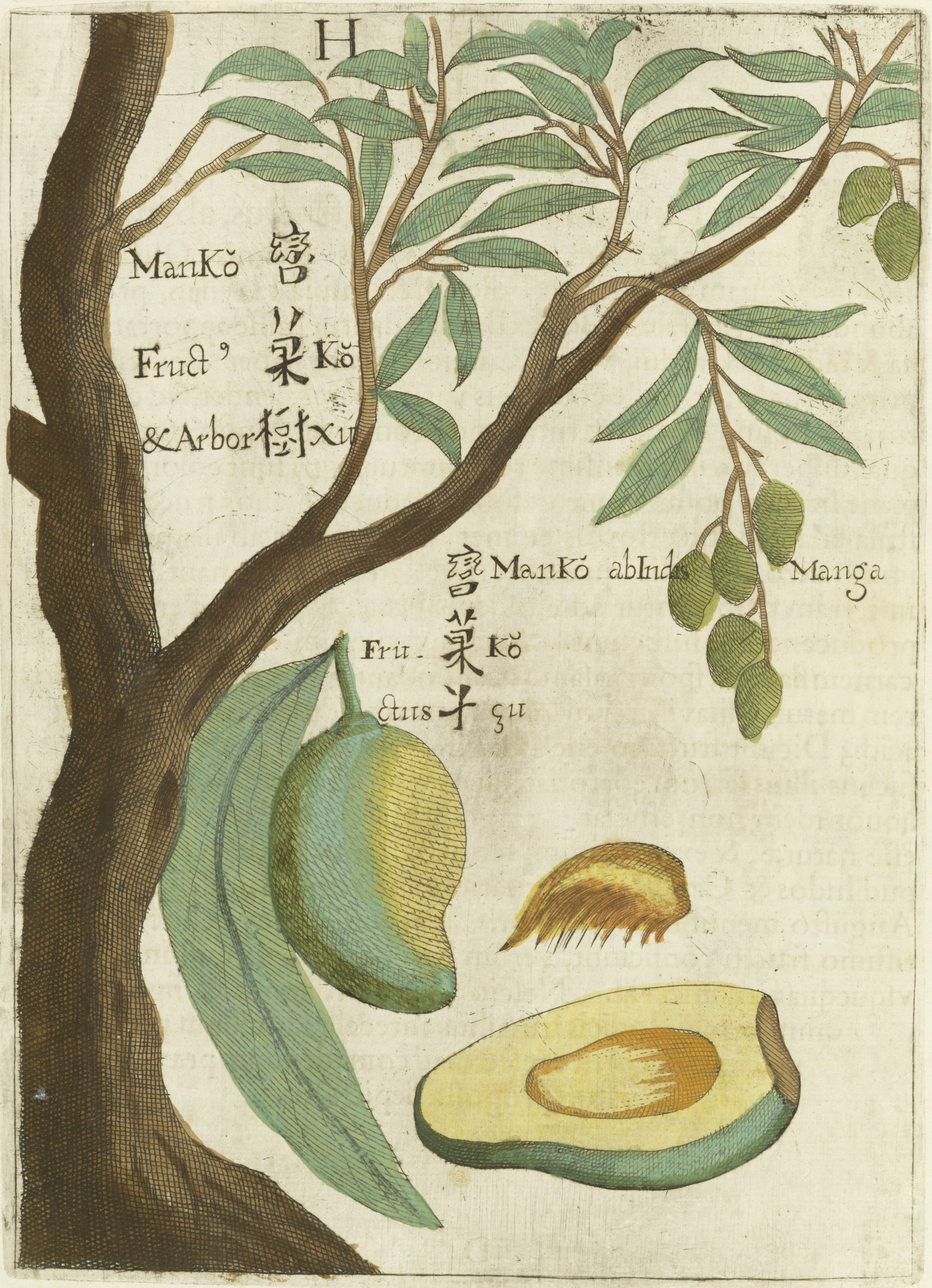
『中国植物誌』よりマンゴー

1656年に出版された『中国植物誌』はボイムのもっとも有名な書物で、中国の珍しい動植物を、なんとか読める漢字とその読みを加えた図入りで説明している。バナナ、茘枝、マンゴー、ドリアンなど南方の植物が多い。『植物誌』というが実際には動物も載せる。最後に大秦景教流行中国碑とその説明を載せている。
- Flora sinensis. Vienna. (1656)

ボイムは中国の地図集を作ったが印刷されず、いくつかの草稿が残っている。ニコラ・サンソン『アジア全図』の1683年改訂版はボイムの地図を元にしていたが、朝鮮半島を島に直すなどの改悪がなされていた。
脈診に関する書物は、ボイム没後の1686年にクライアーによって編集・出版された。
- Clavis medica ad Chinarum doctrinam de pulsibus. Nürnberg. (1686)

1682年にクライアーの著として出版された『Specimen medicinae Sinicae』も、実際にはやはりボイムの原稿をクライアーが編集したものだという。第一部は王叔和『脈経』のラテン語訳になっている。
- Specimen medicinae Sinicae. Frankhurt. (1682)